# NGC 1280
NGC 1280 est une galaxie spirale située dans la constellation de la Baleine. NGC 1280 a été découverte par l'astronome français Édouard Stephan en 1881.

## Caractéristiques
Sa vitesse par rapport au fond diffus cosmologique est de 6 656 ± 12 km/s, ce qui correspond à une distance de Hubble de 98,2 ± 6,9 Mpc (∼320 millions d'al).
La classe de luminosité de NGC 1280 est III et elle présente une large raie HI.
Selon la base de données Simbad, NGC 1280 est une galaxie LINER, c'est-à-dire une galaxie dont le noyau présente un spectre d'émission caractérisé par de larges raies d'atomes faiblement ionisés.